# Маунд Сити (Илиноис)
Маунд Сити (енгл. Mound City) град је у америчкој савезној држави Илиноис. По попису становништва из 2010. у њему је живело 588 становника.

## Демографија
Према попису становништва из 2010. у граду је живело 588 становника, што је 104 (15,0%) становника мање него 2000. године.
| Група             | 2000.       | 2010.       |
| Белци             | 343 (49,6%) | 256 (43,5%) |
| Афроамериканци    | 343 (49,6%) | 314 (53,4%) |
| Азијати           | 1 (0,1%)    | 1 (0,2%)    |
| Хиспаноамериканци | 8 (1,2%)    | 9 (1,5%)    |
| Укупно            | 692         | 588         |